# Castelo Auchenharvie

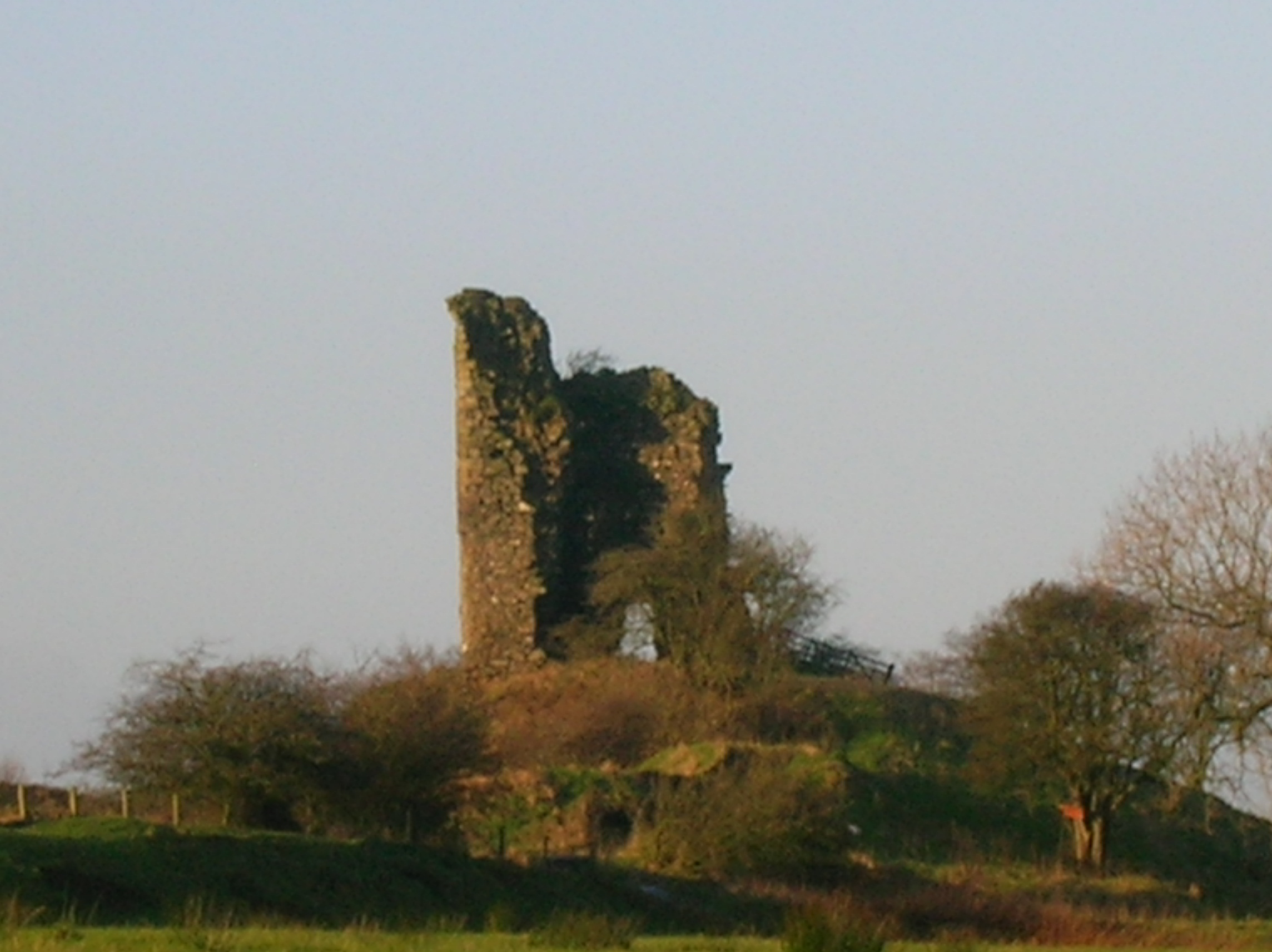
Castelo Auchenharvie, Escócia.

O Castelo Auchenharvie (em língua inglesa Auchenharvie Castle) é um castelo localizado em North Ayrshire, Escócia.
O castelo foi protegido na categoria B do listed building, em 14 de abril de 1971.